# Martinska Ves (Sisak-Moslavina)
Martinska Ves (Oud-Hongaars: Martonfalva) is een gemeente in de Kroatische provincie Sisak-Moslavina.
Martinska Ves telt 4026 inwoners. De oppervlakte bedraagt 124,7 km², de bevolkingsdichtheid is 32,3 inwoners per km².
Steden (gradovi): Sisak · Glina · Hrvatska Kostajnica · Kutina · Novska · Petrinja

Gemeenten (općine): Donji Kukuruzari · Dvor · Gvozd · Hrvatska Dubica · Jasenovac · Lekenik · Lipovljani · Majur · Martinska Ves · Popovača · Sunja · Topusko · Velika Ludina